# Port d'Arriouère
Le port d'Arriouère (en espagnol puerto de la Plana) est un col de montagne pédestre des Pyrénées s'élevant à 2 588 mètres, qui relie la vallée du Rioumajou en France à la vallée de Bielsa en Espagne. Il est situé au sud de la commune de Saint-Lary-Soulan dans le département des Hautes-Pyrénées, et au nord-est de Bielsa dans la province de Huesca.

## Toponymie
Le mot port signifie en gascon « porte » ou « col », c'est le pendant de puerto en espagnol.

## Géographie
Il est situé sur la frontière entre la France et l'Espagne entre le pic d'Arriouère (2 866 m) au nord et le pic de l'Espade (2 832 m) au sud. Il surplombe l'ibón de Trigoniero à l’ouest.

## Protection environnementale
Le col fait partie d'une zone naturelle protégée, classée ZNIEFF de type 1 : haute vallée d'Aure en rive droite, de Barroude au col d'Azet.

## Voies d'accès
Côté français, il est accessible par le GR 105 qui part de Saint-Lary-Soulan et traverse toute la vallée du Rioumajou (chemin de la vallée d'Aure) jusqu'à l'hospice du Rioumajou.
Côté espagnol, on y accède via le sentier du refuge de Trigoniero à l'ouest.